# Parti démocrate de la gauche
Pour les articles homonymes, voir Parti démocrate de gauche.
Le Parti démocrate de la gauche (en italien, Partito Democratico della Sinistra, PDS) est un parti politique italien fondé en 1991 et dissous en 1998.

## Historique
Il est né de la dissolution du Parti communiste italien lors du tournant de Bologne, au moment de son XXe congrès ; le PDS était alors conçu comme une évolution vers l'économie de marché de l'ancien courant communiste italien. Son premier président est Stefano Rodotà.
Lors des élections générales de 1992, il obtient, à la Chambre des députés, 16,11 % des voix et 107 élus, et au Sénat 17,04 % et 64 sénateurs.
Aux élections européennes de 1994, il obtient 19,09 % et 16 députés européens. La même année, lors des élections générales, il obtient, à la chambre des députés, 20,36 % des voix et 109 sièges, et dans le cadre de l'alliance des progressistes, 76 sièges au Sénat.
Enfin, lors des élections générales de 1996, il obtient 21,11 % et 172 sièges à la Chambre des députés, et, dans le cadre de la coalition de l'Olivier, 102 sièges au Sénat. Allié à des partis issus de la Démocratie Chrétienne, il porte à la tête du gouvernement Romano Prodi, ancien proche d’Aldo Moro.
Il est dissous en 1998 au sein d'un nouveau parti, les Démocrates de gauche.